# MCAレコード
MCAレコード（MCA Records, Inc.）は、アメリカ合衆国のレコード会社。総合娯楽企業ミュージック・コーポレーション・オブ・アメリカ（MCA）の音楽部門。母体はイギリスのデッカ・レコード（英デッカ）の米国法人（→米デッカ）。MCAは米デッカを1962年に買収し、1973年にMCAレコードと改名した。詳細はen:MCA Inc.を参照。1996年にユニバーサルミュージックと改名。1998年にはポリグラム（英デッカを傘下に持つ）と合併して巨大レコード・レーベルとなった。

## 沿革
- 1952年、英デッカ・レコードの米国法人（ → 米デッカ）がユニバーサル・ピクチャーズを買収
- 1962年、ミュージック・コーポレーション・オブ・アメリカ（MCA）が米デッカを買収[1]
- 1970年、キャップ・レコード（英語版）を買収
- 1973年、MCAレコードと名称変更
- 1979年、ABCレコードを買収
- 1985年、チェス・レコードを買収
- 1988年、モータウン・レコードを8100万ドルで買収
- 1990年、ゲフィン・レコードとGRPレコードを買収
- 1991年、松下電器産業（現：パナソニック）がMCAを買収
  - 日本の音楽事業は合弁会社MCAビクター（後のユニバーサルビクター）が受け持つ。（日本ビクターは当時松下グループのため）
- 1995年、松下電器産業は出資分80%をシーグラムに売却
- 1996年、社名をユニバーサルミュージック、レーベルを「ユニバーサル」に変更
- 1998年、シーグラムはフィリップスよりポリグラムを買収し、統合

### 在籍したアーティスト
- スティーリー・ダン
- エルトン・ジョン
- トム・ペティ&ザ・ハートブレイカーズ
- ボビー・ブラウン
- ジョディ・ワトリー
- ガイ
- ワン・ウェイ
- レクスン・エフェクト
- ルパート・ホームズ
- ホット・チョコレート（UK）
- レーナード・スキナード

etc…

## 日本での事業

### MCAレコード
- 1969年に米デッカとテイチクとの契約解消を期に、日本ビクター（現：JVCケンウッド）の音楽レコード事業部（後にビクター音楽産業へ分社・独立を経てビクターエンタテインメントとなる）が販売を担当していた。
- ビクターに販売権があった1970年代の一時期は、日本コロムビアから移籍してきた扇ひろ子[2]と守屋浩等を始め、松崎しげるや頭脳警察[3]等がMCAレーベルから作品をリリースしていた。
- 1984年から1991年まではワーナー・パイオニア → WEAミュージックが日本盤の販売を担当していた。

### MCAビクター/ユニバーサルビクター
- 1990年 - 松下電器産業（現：パナソニック）・日本ビクター・ビクター音楽産業の3社の出資によって、MCAビクター株式会社設立。
- 1991年 - 発売開始。但し、当初は前発売元のワーナーミュージック・ジャパンより移管した旧譜等を中心としたラインナップだった。
  - J-POPアーティストでは、10月に第一弾として浜田麻里のシングル・アルバムを皮切りに、LUNA SEA・中森明菜・hide・少年ナイフ等が所属。
- 1997年7月 - ユニバーサルビクターに社名変更。
- 2000年5月 - ユニバーサルミュージックに制作と宣伝が統合され、同社の1レーベルとなった。尚、統合後ユニバーサルビクター創設者の岩田廣之が同社会長に就任している[4]。
- 統合後、制作セクションが
  - ユニバーサル（規格品番は2000年9月発売分よりUU○H-○○○○。2002年7月発売分以降、福山雅治等の関連作品以外は、UP〇H-○○○○を使用）
  - 洋楽アーティストはユニバーサル・インターナショナル（規格品番はUI○□-○○○○。□はレーベルの頭文字を当ててある）
  - 旧譜カタログはUSM JAPAN（邦楽品番はUP○Y-○○○○、洋楽の旧譜はUI〇□-○○○○）

それぞれ移管される事になった。統合後も規格品番は2000年8月発売分まではMCAビクター時から引き継いだ上で採番されていたが、2000年9月発売分以降の規格品番は新品番を使用する事になった。また邦楽の新譜価格は同レーベルのみアルバムはビクターと同じく税抜価格2,900円に設定されていた。
- 2001年 - ポリドールと制作セクションが集約・統合され、ユニバーサルポリドールへ刷新。
- 2002年 - ユニバーサルポリドールがキティMMEと集約・統合され、ユニバーサルミュージックの邦楽セクションがユニバーサルJに一括された。
- 2004年 - ユニバーサルJからキティMME時代に所属していたアーティストが新設のユニバーサルシグマへ移管され、同社の邦楽セクションは2つに分けられた。
- 2007年 - ユニバーサルJからスピッツ等を除くポリドール時代所属アーティスト[7]が新設されたNAYUTAWAVE RECORDS[8]に移管され、これを機にユニバーサルJは実質的にMCAビクターの流れを汲む制作セクションとなる。
- 2012年 - LUNA SEAがavex traxよりユニバーサルJへ移管[9]。
- 2014年 - 中森明菜の制作セクションがユニバーサルJへ移管。
- 2023年 - 「ポリドール・レコード」のレーベルが復活、それに伴い、全所属アーティストが「ユニバーサルJ」から自動的に転籍した。

### 所属歴のあるアーティスト
- ICE
- ARB
- a.mia
- 押尾学/LIV
- 小谷美紗子
- Kaco
- CUNE
- 筋肉少女帯
- catenine
- 佐藤竹善
- javjav
- 少年ナイフ
- SHUUBI
- J
- 頭脳警察
- TOKIO
- 中森明菜
- NIPPS
- HASE-T
- PAPA B
- 浜田麻里
- BARGAINS
- hide
- ひふみかおり
- PIERROT
- 平松愛理
- 福山雅治
- 星野真里
- modern grey
- LUNA SEA
- レピッシュ
- 柳ジョージ
- 吉田美奈子

etc…

## 再発盤の状況
ユニバーサルミュージック統合後、MCAビクター・ユニバーサルビクター等より発売された旧譜作品やベスト・アルバム等企画制作は、主にポリドール・レコード、UJ、ユニバーサル・インターナショナル、USMジャパン等へ移管された。
- 邦楽アーティストに関しては、LUNA SEA・hide・中森明菜等のアーティストは今現在所属しているポリドール・レコードからの発売。
- MCAビクターの代表アーティストだった浜田麻里等のMCAビクター発売作品は、原盤権と音楽出版権がビクターにある・アーティスト側の意向もあり、上記の全アーティストと比べ積極的に行われていない[10]。